# Євгеніуш Латач
Латач Євгеніуш (пол. Eugeniusz Latacz; 02.04.1905–25.02.1943) — польський історик козацьких воєн 17 ст.
Навчався в Ягеллонському університеті в Кракові. Провадив джерельні пошуки в Польщі та за кордоном. 1933 опублікував працю «Ugoda zborowska a plany tureckie Jana Kazimierza». Був активним учасником дискусії на шпальтах часопису «Kurier Literacko-Naukowy» (1934, № 12, 13, 15) про історичну вартість «Трилогії» Г.Сенкевича. 1935 захистив докторат на тему: «Kampania Kalinowskiego na Ukrainie. Luty–maj 1651». Цього ж року став співробітником Бібліотеки Чорторийських у Кракові. Як стипендіат виїжджав 1938 до Будапешта (Угорщина) та Ватикану. Працював над монографією про Берестецьку битву 1651 (завершена напередодні Другої світової війни, однак рукопис загинув під час окупації Польщі вермахтом). На основі матеріалів до цієї монографії були оприлюднені 26 статей до видання «Polski Słownik Biograficzny», у тому числі про І.Богуна і П.Дорошенка.
На початку 1943 заарештований окупаційною владою і ув'язнений у концентраційному таборі Освенцим, де невдовзі загинув.